# Bohumileč (Rokytno)

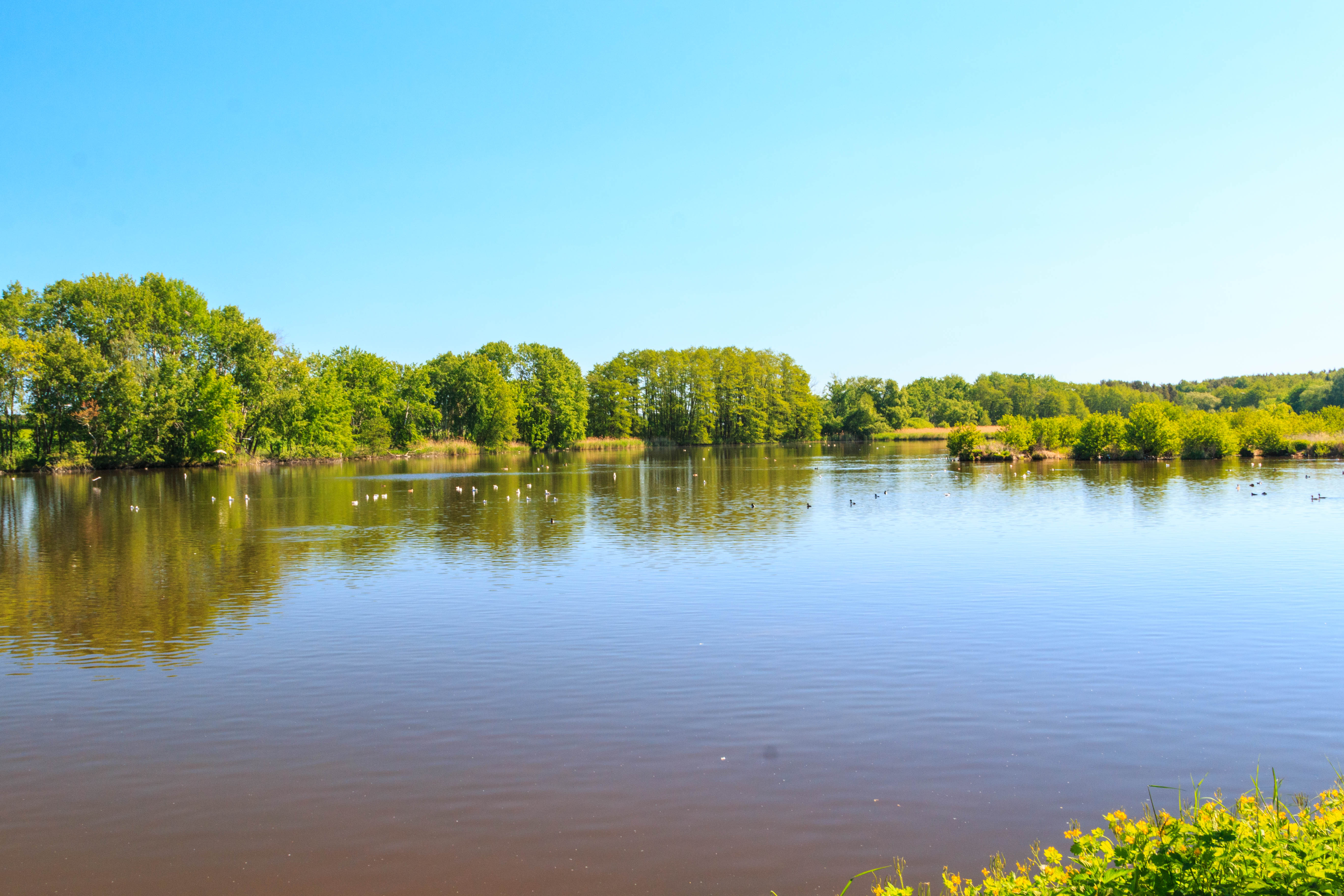
Bohumilečský rybník

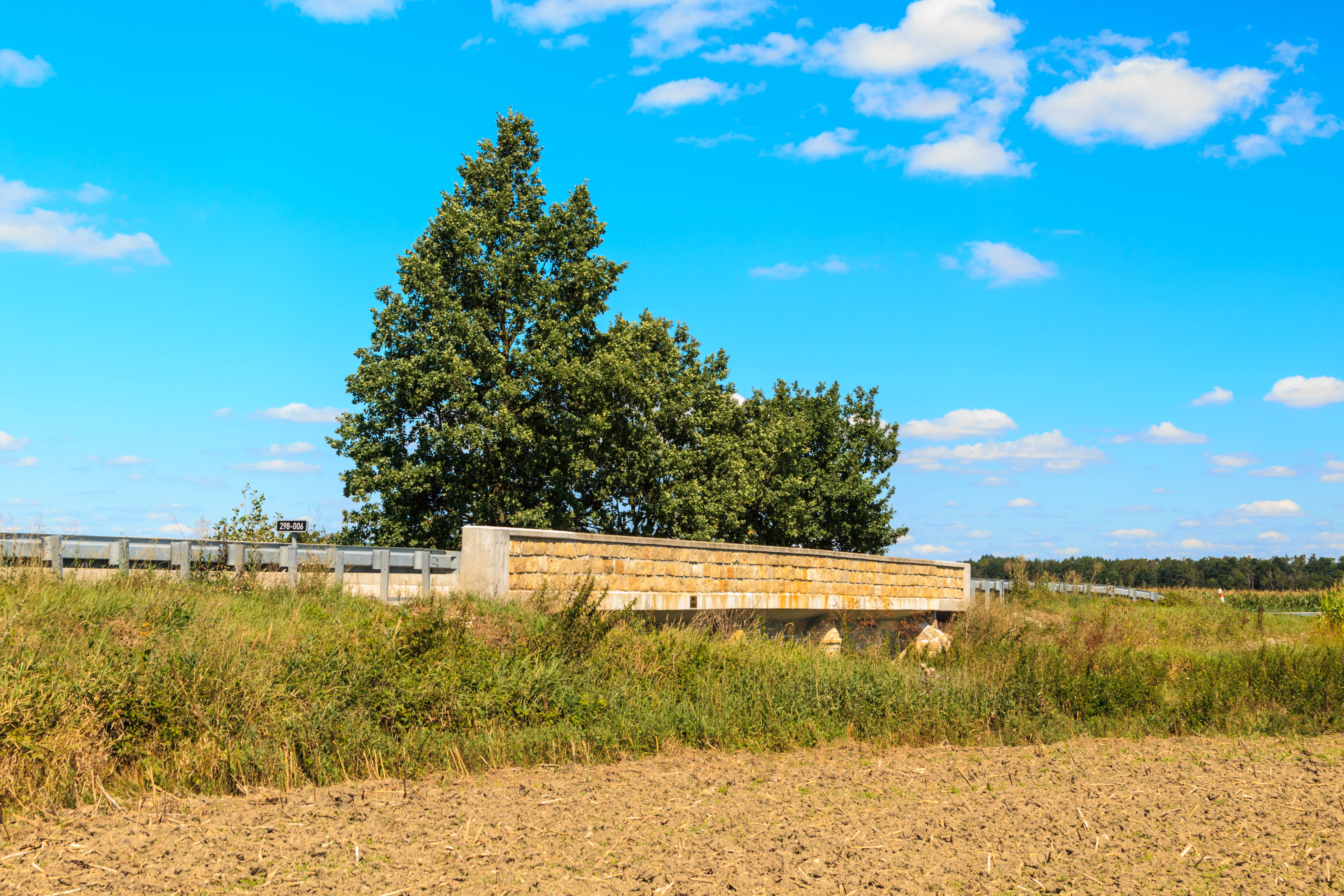
Brücke der Staatsstraße II/298 über den Ředický potok

Bohumileč (deutsch Bohumiletsch, auch Bohumiletz) ist ein Ortsteil der Gemeinde Rokytno in Tschechien. Er liegt zehn Kilometer nordöstlich des Stadtzentrums von Pardubice und gehört zum Okres Pardubice.

## Geographie
Bohumileč erstreckt sich in der Pardubická kotlina (Pardubitzer Becken) beiderseits des Baches Bohumilečský potok, dem im Dorf die Smrčinka zufließt. Am nördlichen Ortsrand liegt der Teich Bohumilečský rybník. Südöstlich des Dorfes verläuft die Staatsstraße II/298 zwischen Sezemice und Býšť. Im Südwesten erhebt sich die markante Kunětická hora (307 m n.m.) mit der gleichnamigen Burg. Einen Teil der westlichen Fluren nimmt der Golfplatz Kunětická hora ein. 
Nachbarorte sind Újezd u Sezemic im Norden, Hrachoviště und Svoboda im Nordosten, Rokytno und Drahoš im Osten, Dolní Ředice und Choteč im Südosten, Labská, Sezemice und Lukovna im Süden, Dražkov im Südwesten, Němčice und Dříteč im Westen sowie Zástava im Nordwesten.

## Geschichte
Bohumileč ist eine Gründung des Benediktinerklosters Opatowitz und entstand wahrscheinlich im 13. Jahrhundert zu Zeiten des Abts Andreas II., der Wälder und Büsche roden und das Sumpfgebiet besiedeln ließ. Nachdem das Kloster 1421 von den Hussiten unter Diviš Bořek von Miletínek geplündert und niedergebrannt worden war, bemächtigte sich dieser der ausgedehnten Besitzungen.
Die erste urkundliche Erwähnung von Bohumileč erfolgte im Jahre 1436, als König Sigismund große Teile des ehemaligen Klosterbesitzes an Diviš Bořek überschrieb, der daraus die Herrschaft Kunburg bildete. Das Dorf lag an einem Handelsweg nach Königgrätz und hatte eine Mautstation. Zum Ende des 15. Jahrhunderts erwarb Wilhelm von Pernstein die Herrschaften Pardubitz und Kunburg und vereinigte sie. In der Umgebung des Dorfes ließ er mehrere Teiche anlegen. Wilhelm von Pernstein vererbte seine böhmischen Güter 1521 seinem jüngeren Sohn Vojtěch, nach dessen Tod fielen sie 1534 seinem Bruder Johann zu. Dieser hinterließ 1548 seinem Sohn Jaroslav hohe Schulden. Am 21. März 1560 veräußerte Jaroslav von Pernstein die gesamte Herrschaft Pardubitz an König Ferdinand I. Dessen Nachfolger Maximilian II. übertrug die Verwaltung der königlichen Herrschaften der Hofkammer. Diese ließ die Herrschaft Pardubitz durch ein System von 24 Rychta (Scholtiseien) neu organisieren; im Jahre 1588 übte der Rychtář in Dříteč übte die niedere Gerichtsbarkeit für Bohumileč aus.
Im Jahre 1835 bestand das im Chrudimer Kreis gelegene Dorf Bohumiletsch, auch Bohumileč bzw. Bohomilec genannt, aus 17 Häusern, in denen 131 Personen lebten. Pfarrort war Dřitsch. Bis zur Mitte des 19. Jahrhunderts blieb Bohumiletsch der k.k. Kameralherrschaft Pardubitz untertänig.
Nach der Aufhebung der Patrimonialherrschaften bildete Bohumileč ab 1849 mit dem Ortsteil Zástava na Prutě eine Gemeinde im Gerichtsbezirk Pardubitz. Ab 1868 gehörte die Gemeinde zum politischen Bezirk Pardubitz. 1869 hatte Bohumileč 220 Einwohner und bestand aus 31 Häusern. 1897 erfolgte der Bau der Kreisstraße nach Borek. Im Jahre 1900 lebten in der Gemeinde 259 Menschen, 1910 waren es 246. 1930 hatte Bohumileč 238 Einwohner. Im Jahre 1949 wurde Bohumileč dem Okres Pardubice-okolí zugeordnet. Seit 1960 gehört die Gemeinde wieder zum Okres Pardubice. Am 30. April 1976 erfolgte die Eingemeindung nach Rokytno. Beim Zensus von 2001 lebten in den 60 Häusern von Bohumileč 145 Personen. Im Jahre 2018 hatte das Dorf Bohumileč 152 Einwohner, weitere 39 lebten in Zástava.

## Gemeindegliederung
Der Ortsteil Bohumileč besteht aus den Grundsiedlungseinheiten Bohumileč (Bohumiletsch) und Zástava II (Zastawa).
Der Ortsteil bildet einen Katastralbezirk.

## Sehenswürdigkeiten
- Brücke der Staatsstraße II/298 über den Ředický potok, die 1834 aus Sandsteinquadern erbaute dreibögige Brücke ist als Technisches Denkmal geschützt.
- Teich Bohumilečský rybník mit einer Fläche von 18 ha.